# (656) Beagle
(656) Beagle ist ein Asteroid des Hauptgürtels, der am 22. Januar 1908 vom deutschen Astronomen August Kopff in Heidelberg entdeckt wurde.
Der Asteroid ist benannt nach der Beagle, das Schiff, an dessen zweiter großen Expedition Charles Darwin teilnahm.